# 拉科尼吉
拉科尼吉（義大利語：Racconigi），是意大利库内奥省的一个市镇。总面积48.03平方公里，人口10112人，人口密度210.5人/平方公里（2009年）。ISTAT代码为004179。

## 友好城市
- 法國博讷维尔 1990年
- 葡萄牙卡斯凯什 2003年